# Lori de Margarida
El lori de Margarida  (Charmosyna margarethae) és una espècie d'ocell de la família dels psitàcids que habita zones boscoses de les Illes Salomó.